# 白水萌生
白水 萌生（しらみず ほうせい、1992年1月24日 - ）は、日本の歌手。茨城県出身。本名同じ。旧芸名、越山 凌太（こしやま りょうた）。元HotchPotchiのメンバーである。

## 略歴
越山凌太と改名し、2006年11月にスターダストプロモーションのグループ・HotchPotchiのメンバーとして活動を始める。2007年8月8日、「Surfin'Dog」でCDデビュー。2009年4月21日、「諸事情及び本人達の希望により」とHotchPotchiの解散を発表。
2010年、イトーカンパニーグループに移籍、活動名を再び本名の白水萌生とする。同年8月から翌2011年8月の間、俳優集団NAKED BOYZの一員として活動。
2012年から2017年までダンスボーカルグループ「fiima」として活動。
2017年5月5日からは、橋本汰斗、内海大輔、山下銀次と、ダンスボーカルグループ『FIZZY POP(ナチュラル炭酸)』として活動。

## 出演

### テレビドラマ
- オリンピック特番（2008年、TBS） - ダルビッシュ有 役
- ハンチョウ〜神南署安積班4 〜正義の代償〜 第5話（2011年5月、TBS） - 牧野和樹 役
- BS時代劇 塚原卜伝（2011年10月 - 11月、NHK BSプレミアム） - 四郎兵衛 役
- 土曜ドラマスペシャル あっこと僕らが生きた夏（2012年4月14日・21日、NHK） - 緒方萌生 役
- 私立バカレア高校（2012年4月 - 6月、日本テレビ） - 神山萌生 役
- からくり侍 セッシャー1 第二章（2013年7月 - 9月、テレビ静岡） - 素晴星児 役

### 映画
- 劇場版 私立バカレア高校（2012年） - 神山萌生 役

### DVD
- 携帯彼女（2011年、ジェネオン・ユニバーサル・エンターテイメントジャパン） - 武上雄斗 役
- ネイキッドボーイズムービー「自分生中継」（2011年、マジカル） - 堀越敬介 役

### CM
- NTTドコモ 企業『応援』篇（2008年） - サッカー選手 役

### スチールモデル
- CONOMi（2011年） - 制服モデル

### 舞台
- VAMPIRE HUNTER（2011年6月22日 - 26日、笹塚ファクトリー） - ボブ 役
- ミュージカル 株式会社893（2011年9月7日 - 11日、赤坂レッドシアター） - 虎丸 役
- ロッカールームに眠る僕の知らない戦争（2012年5月11日 - 13日、伝承ホール）
- 龍馬がいっぱい（2012年7月11日 - 14日、笹塚ファクトリー）